# Parafia Matki Bożej Szkaplerznej w Korzennej
Parafia Matki Bożej Szkaplerznej w Korzennej – parafia rzymskokatolicka znajdująca się w diecezji tarnowskiej w dekanacie Bobowa.
W skład terytorium parafii wchodzą miejscowości Korzenna, Łyczana i Niecew.

## Historia
Parafia została erygowana w 1384 roku, uposażana według tradycji przez Kazimierza Wielkiego. Pierwotny, drewniany kościół św. Jana Chrzciciela został wybudowany w latach 1565-1618. Następny, pw. św. Urszuli zbudowano w 1618 r., ale spłonął 29 października 1952. Obecny kościół parafialny pw. Matki Bożej Szkaplerznej został zbudowany w latach 1957-1960. Około 1570 roku istniejący kościół pw. św. Jana Chrzciciela zmieniony został (przez Korzeńskich) na zbór protestancki. Powrócił do katolików w 1595 roku.

## Proboszczowie
| Proboszczowie parafii (od XVIII w.) | Proboszczowie parafii (od XVIII w.) | Proboszczowie parafii (od XVIII w.) |
| Lp.                                 | Kapłan                              | Lata posługi                        |
| ----------------------------------- | ----------------------------------- | ----------------------------------- |
| 1.                                  | ks. Jan Stojowski                   | 1709–1721                           |
| 2.                                  | ks. Teodor Drobojewicz              | 1721–1724                           |
| 3.                                  | ks. Laurenty Józef Pinieszkiewicz   | 1724–1725                           |
| 4.                                  | ks. Józef Malecki                   | 1725–1746                           |
| 5.                                  | ?                                   | 1746–1748                           |
| 6.                                  | ks. Stanisław Ulerwiewicz           | 1748–1750                           |
| 7.                                  | ks. Jan Piątkiewicz                 | 1750–1757                           |
| 8.                                  | ks. Sebastian Jan Kotnisiewicz      | 1757–1759                           |
| 9.                                  | ks. Tomasz Duszyński                | 1759–1789                           |
| 10.                                 | ks. Stanisław Nowaczyński           | 1789–1795                           |
| 11.                                 | ks. Stanisław Nitecki               | 1795–1816                           |
| 12.                                 | ks. Jakub Dziatkowski               | 1816–1823                           |
| 13.                                 | ks. Józef Mikesch                   | 1824–1847                           |
| 14.                                 | ks. Onufry Karol Karpiński          | 1847–1889                           |
| 15.                                 | ks. Jan Kwiatkiewicz                | ?                                   |
| 16.                                 | ks. Jan Markiewicz                  | 1889–1897                           |
| 17.                                 | ks. Piotr Kapała                    | 1897–1903                           |
| 18.                                 | ks. Wojciech Guzek                  | 1903–1921                           |
| 19.                                 | ks. Ludwik Pilch                    | 1921                                |
| 20.                                 | ks. Władysław Trytek                | 1921–1939                           |
| 21.                                 | ks. Michał Nowak                    | 1939–1984                           |
| 22.                                 | ks. Stanisław Duszkiewicz           | 1984–1991                           |
| 23.                                 | ks. Stanisław Gancarz               | 1991–2013                           |
| 24.                                 | ks. Tadeusz Sajdak                  | 2013 – nadal                        |

źródła: